# Monte do Trigo
Monte do Trigo es una freguesia portuguesa del concelho de Portel, con 107,01 km² de superficie y 1.245 habitantes (2001). Su densidad de población es de 11,6 hab/km².